# Jacques Copeau

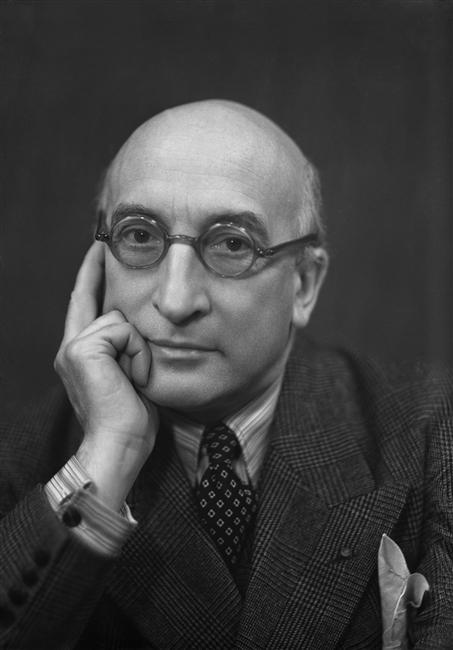
Jacques Copeau, 1936

Jacques Copeau (* 4. Februar 1879 in Paris; † 20. Oktober 1949 in Beaune) war ein französischer Theaterleiter, Schauspieler, Kritiker und Dramatiker.

## Biographie
Jacques Copeau begann in den 1890er Jahren Komödien zu schreiben, von denen Brouillard du matin 1897 am Nouveau Théâtre aufgeführt und von Francisque Sarcey in der Zeitung Le Temps besprochen wurde. Er schrieb als Theaterkritiker für die Zeitschriften L’Ermitage (1904–06), Théâtre (1905–14) und La Grande Revue (1907–10) und arbeitete von 1905 bis 1910 als Kunsthändler in der Galerie Georges Petit.
Im Jahr 1908 gründete er mit André Gide, Jean Schlumberger, Henri Ghéon, André Ruyters und Marcel Drouin die Nouvelle Revue Française, die bis zur Gegenwart fortbesteht. 1913 gründete er ein kleines Theater, das Théâtre du Vieux-Colombier, an dem er seine Vorstellungen einer Wiedergewinnung des Theatralischen durch Abkehr vom zeitgenössischen naturalistischen Konzept umsetzte. Er gewann für das Haus Schauspieler wie Charles Dullin, Louis Jouvet (der zugleich als Beleuchter und Inspizient arbeitete), Blanche Albane und Suzanne Bing.
Nach einer Amerikareise der Theatertruppe 1917–19 eröffnete Copeau 1920 sein Theater wieder in Paris. Als überzeugter Katholik fühlte sich Jacques Copeau der Gesellschaft verpflichtet, die Kunst sollte ihr dienen und zu ihrer Weiterentwicklung beitragen. Unter der Leitung von Jules Romains, an der junge Schauspieler wie Michel Saint-Denis, Léon Chancerel, Jean Dasté, Marie-Hélène Dasté, Etienne Decroux und das Duo Gilles et Julien studierten. In der Ausbildung stellte er den Lernprozess in den Vordergrund, den die Schauspieler und die Gruppe durchliefen. Nach dem Misserfolg seines Theaterstückes La Maison natale, das selbst bei Freunden auf Unverständnis stieß, zog er sich aus Paris zurück und schloss 1924 das Théâtre du Vieux-Colombier.
In den folgenden Jahren betätigte sich Copeau als Theaterkritiker bei der Nouvelles littéraires. Er leitete Freiluftaufführungen von Santa Uliva (1933), Savonarole (1935) und Comme il vous plaira (1938) und inszenierte 1936–37 Le Misanthrope, Bajazet, Asmodée von François Mauriac und Le Testament du Père Leleu von Roger Martin du Gard an der Comédie-Française und 1940 als deren provisorischer Leiter Jean-Louis Barraults Le Cid.
1941 trat er von der Leitung der Comédie-Française zurück, veröffentlichte die Schrift Le Théâtre populaire und vollendete das Drama Le Petit Pauvre über das Leben des Franz von Assisi. Trotz der Kriegsereignisse und eigener Krankheit inszenierte er 1943 mit Unterstützung von André Barsacq das Stück Miracle du pain doré am Hospice de Beaune. Copeaus Theaterarbeit hatte bedeutenden Einfluss auf Theatermacher wie Étienne Decroux, Charles Dullin, Jean Louis Barrault, Jacques Lecoq, Marcel Marceau und Antonin Artaud.
Albert Camus über Jacques Copeau:
„Dans l’histoire du théâtre français, il y a deux périodes : avant et après Copeau.“ (In der Geschichte des französischen Theaters gibt es zwei Perioden: vor und nach Copeau.)

## Schriften (Auswahl)
- Vom Nobel-Preisträger 1937: Roger Martin du Gard. In: Die Bühne / Die Wiener Bühne, Heft 63/1938, S. 11 (online bei ANNO). (Über Roger Martin du Gard.)